# 神圣简约主义
神圣简约主义是20世纪下半叶古典音乐的一个流派，但这个流派并非刻意形成的。神圣简约主义音乐类似简约主义音乐，且常常被归为简约主义音乐。但其作品常有明显的宗教性。代表作曲家有阿沃·帕特，亨里克·戈雷茨基，约翰·塔文纳，彼得里斯·瓦斯克斯等。有些人也认为年代早于简约主义的阿兰·霍夫哈奈斯是最早的神圣简约主义者。这些作曲家多来自东欧，或者有不同程度的东欧背景，例如塔文纳是信奉东正教的英国作曲家。被归为神圣简约主义者的作曲家很多不愿意接受这一称呼，但是随着他们的唱片销量在同时期的作曲家中脱颖而出，这个名称逐渐流传开来。